# Heliocypha nubecula
Heliocypha nubecula är en trollsländeart som först beskrevs av Maurits Anne Lieftinck 1948.  Heliocypha nubecula ingår i släktet Heliocypha och familjen Chlorocyphidae. Inga underarter finns listade i Catalogue of Life.